# 熊本インターチェンジ
熊本インターチェンジ（くまもとインターチェンジ）は、熊本県熊本市東区にある、九州自動車道のインターチェンジである。熊本市や阿蘇市、大津町、大分県竹田市方面へ向かう場合に便利である。
1971年6月30日に、植木IC-熊本IC間が九州道の区間として初開通した。
2016年4月に発生した熊本地震でランプ橋や料金所の屋根が破損する被害を受け、同年4月29日の通行止め解除時から料金所の屋根が撤去された仮設状態で運用された。翌年11月19日より建て替えられた新しい料金所で運用されている。

## 道路
- E3 九州自動車道（15番）

## 接続する道路
- 国道57号

## 周辺
- 熊本市街
- 阿蘇山
- 熊本城
- 水前寺成趣園
- 熊本港
- 阿蘇神社
- 阿蘇カドリー・ドミニオン
- 阿蘇内牧温泉
- 黒川温泉
- 仙酔峡
- 光の森・ゆめタウン光の森
- 江津湖

## 料金所

### 入口
- レーン数：3 
  - ETC専用：2
  - 一般：1

### 出口
- レーン数：5
  - ETC専用：2
  - 一般：3

## 隣
E3 九州自動車道
(14)植木IC - (14-1)北熊本スマートIC - 北熊本SA - (15) 熊本IC - 託麻PA - (15-1) 益城熊本空港IC